# Daphnopsis schwackeana
Daphnopsis schwackeana är en tibastväxtart som beskrevs av Paul Hermann Wilhelm Taubert. Daphnopsis schwackeana ingår i släktet Daphnopsis och familjen tibastväxter. Inga underarter finns listade i Catalogue of Life.